# SIND Ungdom
SIND Ungdom er en ungdomsorganisation, hvis primære formål er at skabe sociale aktiviteter, hvor unge som oplever psykisk sårbarhed kan deltage. Foreningen har ca. 600 medlemmer og en række lokalafdelinger.

## Historie
SIND Ungdom blev etableret i 2010 som en del af SIND – Landsforeningen for psykisk sundhed. I 2016 blev SIND Ungdom en selvstændig organisation med egen landsbestyrelse, administration og økonomi.

## Formål
SIND Ungdoms erklærede mål er at støtte unge i Danmark, der oplever psykisk sårbarhed. SIND Ungdom tilbyder sociale aktiviteter for de unge, herunder madlavning, spilaftener, udflugter og sommerlejre. Derudover arbejder SIND Ungdom for at nedbryde fordomme og tabu om psykisk sårbarhed og øge forståelsen for psykisk sårbarhed blandt unge.

## Målgruppe
SIND Ungdom henvender sig til unge med alle former for psykisk sårbarhed. Organisationens arbejde er baseret på ung-til-ung metode, hvor de frivillige i foreningen selv er unge, og ofte selv har haft psykisk sårbarhed inde på livet.

## Baggrund
For mange unge fører psykisk sårbarhed til social isolation pga. lavt selvværd, ensomhed og frygt for afvisning. Fællesskaber med andre unge hjælper de unge til at bryde deres isolation, føle sig mindre alene og se sig selv på nye måder.

## Organisation
SIND Ungdom har afdelinger i alle landets regioner. Lokalafdelingerne er organiseret som selvstændige lokalforeninger med frivillige bestyrelser. Organisationen har et sekretariat i København, der rekrutterer, støtter og uddanner de frivillige og hjælper med at drive og udvikle lokalforeningerne. SIND Ungdom er medlem af Dansk Ungdoms Fællesråd (DUF). Ved udgangen af 2022 havde SIND Ungdom 588 medlemmer; heraf var 339 medlemmer under 30 år.